# 723 Hammonia
723 Hammonia eller 1911 NB är en asteroid i huvudbältet, som upptäcktes den 21 oktober 1911 av den österrikiske astronomen Johann Palisa. Den är uppkallad efter den tyska staden Hamburg.
Asteroiden har en diameter på ungefär 23 kilometer.